# 全国高等専門学校テニス選手権大会
全国高等専門学校テニス選手権大会（ぜんこくこうとうせんもんがっこうテニスせんしゅけんたいかい）は、毎年8月に行われる高等専門学校（高専）のテニス部を対象とした全国大会。全国高等専門学校連合会と、日本テニス協会が共催する。

## 歴代成績
| 回数 | 開催年 | 優勝チーム |
| ---- | ------ | ---------- |
| 48   | 2013年 | 徳山高専   |
| 49   | 2014年 | 徳山高専   |
| 50   | 2015年 | 福井高専   |